# Qualificazioni alla Coppa d'Asia 1988
Questa voce raccoglie un approfondimento sui risultati degli incontri e sulle classifiche per l'accesso alla fase finale della Coppa d'Asia 1988.

## Fase a gironi

### Sorteggio dei gruppi
Il sorteggio dei gruppi di qualificazione alla fase finale e delle città in cui si sarebbero disputate le gare si è tenuto nel dicembre 1986.
| Gruppo A (Abu Dhabi)                                                            | Gruppo B (Kuala Lumpur)                                      | Gruppo C (Katmandu)                                             | Gruppo D (Giacarta)                                                     |
| ------------------------------------------------------------------------------- | ------------------------------------------------------------ | --------------------------------------------------------------- | ----------------------------------------------------------------------- |
| - Bangladesh - Cina - India - Yemen del Nord - Thailandia - Emirati Arabi Uniti | - Iraq - Giappone - Giordania - Kuwait - Malaysia - Pakistan | - Hong Kong - Iran - Nepal - Corea del Nord - Singapore - Siria | - Bahrein - Birmania - Indonesia - Oman - Corea del Sud - Yemen del Sud |

### Gruppo A
| Abu Dhabi 4 febbraio 1988 | Emirati Arabi Uniti | 3 – 0 | Thailandia |  |

| Abu Dhabi 5 febbraio 1988 | Cina | 0 – 0 | Yemen del Nord |  |

| Abu Dhabi 6 febbraio 1988 | Bangladesh | 0 – 0 | India |  |

| Abu Dhabi 7 febbraio 1988 | Emirati Arabi Uniti | 2 – 1 | Yemen del Nord |  |

| Abu Dhabi 8 febbraio 1988 | Cina | 4 – 0 | Bangladesh |  |

| Abu Dhabi 9 febbraio 1988 | India | 0 – 1 | Thailandia |  |

| Abu Dhabi 10 febbraio 1988 | Emirati Arabi Uniti | 0 – 0 | Cina |  |

| Abu Dhabi 11 febbraio 1988 | Yemen del Nord | 1 – 0 | India |  |

| Abu Dhabi 12 febbraio 1988 | Thailandia | 1 – 1 | Bangladesh |  |

| Abu Dhabi 13 febbraio 1988 | Emirati Arabi Uniti | 3 – 0 | India |  |

| Abu Dhabi 14 febbraio 1988 | Cina | 5 – 0 | Thailandia |  |

| Abu Dhabi 14 febbraio 1988 | Yemen del Nord | 0 – 0 | Bangladesh |  |

| Abu Dhabi 16 febbraio 1988 | Cina | 1 – 0 | India |  |

| Abu Dhabi 16 febbraio 1988 | Yemen del Nord | 3 – 3 | Thailandia |  |

| Abu Dhabi 17 febbraio 1988 | Emirati Arabi Uniti | 4 – 0 | Bangladesh |  |

| Pos. | Squadra             | P.ti | G | V | P | S | GF | GS | DR  |
| ---- | ------------------- | ---- | - | - | - | - | -- | -- | --- |
| 1.   | Emirati Arabi Uniti | 9    | 5 | 4 | 1 | 0 | 12 | 1  | +11 |
| 2.   | Cina                | 8    | 5 | 3 | 2 | 0 | 10 | 0  | +10 |
| 3.   | Yemen del Nord      | 5    | 5 | 1 | 3 | 1 | 5  | 5  | 0   |
| 4.   | Thailandia          | 4    | 5 | 1 | 2 | 2 | 5  | 12 | -7  |
| 5.   | Bangladesh          | 3    | 5 | 0 | 3 | 2 | 1  | 9  | -8  |
| 6.   | India               | 1    | 5 | 0 | 1 | 4 | 0  | 6  | -6  |

### Gruppo B
| Kuala Lumpur 7 aprile 1988 | Malaysia | 4 – 0 | Pakistan |  |

| Kuala Lumpur 8 aprile 1988 | Kuwait | 1 – 0 | Giappone |  |

| Kuala Lumpur 10 aprile 1988 | Giordania | 1 – 0 | Pakistan |  |

| Kuala Lumpur 11 aprile 1988 | Malaysia | 0 – 1 | Giappone |  |

| Kuala Lumpur 12 aprile 1988 | Kuwait | 0 – 0 | Giordania |  |

| Kuala Lumpur 14 aprile 1988 | Malaysia | 0 – 0 | Giordania |  |

| Kuala Lumpur 15 aprile 1988 | Kuwait | 3 – 0 | Pakistan |  |

| Kuala Lumpur 16 aprile 1988 | Giappone | 1 – 1 | Giordania |  |

| Kuala Lumpur 18 aprile 1988 | Malaysia | 0 – 5 | Kuwait |  |

| Kuala Lumpur 18 aprile 1988 | Giappone | 4 – 1 | Pakistan |  |

| Pos. | Squadra   | P.ti | G | V | P | S | GF | GS | DR  |
| ---- | --------- | ---- | - | - | - | - | -- | -- | --- |
| 1.   | Kuwait    | 7    | 4 | 3 | 1 | 0 | 9  | 0  | +9  |
| 2.   | Giappone  | 5    | 4 | 2 | 1 | 1 | 6  | 3  | +3  |
| 3.   | Giordania | 5    | 4 | 1 | 3 | 0 | 2  | 1  | +1  |
| 4.   | Malaysia  | 3    | 4 | 1 | 1 | 2 | 4  | 6  | -2  |
| 5.   | Pakistan  | 0    | 4 | 0 | 0 | 4 | 1  | 12 | -11 |

### Gruppo C
| Katmandu 25 maggio 1988 | Nepal | 0 – 0 | Hong Kong |  |

| Katmandu 26 maggio 1988 | Siria | 2 – 1 | Corea del Nord |  |

| Katmandu 27 maggio 1988 | Iran | 2 – 0 | Hong Kong |  |

| Katmandu 28 maggio 1988 | Nepal | 0 – 1 | Corea del Nord |  |

| Katmandu 29 maggio 1988 | Siria | 1 – 1 | Iran |  |

| Katmandu 29 maggio 1988 | Corea del Nord | 1 – 0 | Hong Kong |  |

| Katmandu 1º giugno 1988 | Nepal | 0 – 3 | Siria |  |

| Katmandu 2 giugno 1988 | Iran | 0 – 0 | Corea del Nord |  |

| Katmandu 3 giugno 1988 | Siria | 2 – 0 | Hong Kong |  |

| Katmandu 4 giugno 1988 | Nepal | 0 – 3 | Iran |  |

| Pos. | Squadra        | P.ti | G | V | P | S | GF | GS | DR |
| ---- | -------------- | ---- | - | - | - | - | -- | -- | -- |
| 1.   | Siria          | 7    | 4 | 3 | 1 | 0 | 8  | 2  | +6 |
| 2.   | Iran           | 6    | 4 | 2 | 2 | 0 | 6  | 1  | +5 |
| 3.   | Corea del Nord | 5    | 4 | 2 | 1 | 1 | 3  | 2  | +1 |
| 4.   | Hong Kong      | 1    | 4 | 0 | 1 | 3 | 0  | 5  | -5 |
| 5.   | Nepal          | 1    | 4 | 0 | 1 | 3 | 0  | 7  | -7 |

### Gruppo D
| Giacarta 17 giugno 1988 | Indonesia | 1 – 0 | Yemen del Sud |  |

| Giacarta 17 giugno 1988 | Bahrein | 2 – 0 | Corea del Sud |  |

| Giacarta 19 giugno 1988 | Corea del Sud | 1 – 1 | Yemen del Sud |  |

| Giacarta 19 giugno 1988 | Indonesia | 0 – 0 | Bahrein |  |

| Giacarta 22 giugno 1988 | Bahrein | 2 – 0 | Yemen del Sud |  |

| Giacarta 22 giugno 1988 | Indonesia | 0 – 4 | Corea del Sud |  |

| Pos. | Squadra       | P.ti | G | V | P | S | GF | GS | DR |
| ---- | ------------- | ---- | - | - | - | - | -- | -- | -- |
| 1.   | Bahrein       | 5    | 3 | 2 | 1 | 0 | 4  | 0  | +4 |
| 2.   | Corea del Sud | 3    | 3 | 1 | 1 | 1 | 5  | 3  | +3 |
| 3.   | Indonesia     | 3    | 3 | 1 | 1 | 1 | 1  | 4  | -3 |
| 4.   | Yemen del Sud | 1    | 3 | 0 | 1 | 2 | 1  | 4  | -3 |

## Statistiche

### Record
- Migliore attacco:  Emirati Arabi Uniti (12 gol fatti)
- Miglior difesa:  Cina,  Bahrein (0 gol subiti)
- Peggior attacco:  India (0 gol fatti)
- Peggior difesa:  Pakistan,  Thailandia (12 gol subiti)
- Partita con maggiore scarto di gol:  Malaysia -  Kuwait 0-5;  Cina -  Thailandia 5-0 (11)
- Maggior numero di vittorie:  Emirati Arabi Uniti (4)
- Minor numero di sconfitte:  Emirati Arabi Uniti,  Cina,  Kuwait,  Giordania,  Siria,  Iran e  Bahrein (0)
- Minor numero di vittorie:  Bangladesh,  India,  Pakistan,  Hong Kong,  Nepal e  Yemen del Sud (0)
- Maggior numero di sconfitte:  India e  Pakistan (4)
- Maggior numero di pareggi:  Giordania (3)
- Miglior differenza reti:  Emirati Arabi Uniti (+11)
- Peggior differenza reti:  Pakistan (-11)